# يعقوب يوسف النجم
يعقوب يوسف يعقوب النجم (1953 - 8 نوفمبر 2021) ولد في منطقة المرقاب بمدينة الكويت، هو لاعب وحكم دولي سابق في رياضة كرة السلة. حاصل على دبلوم محاسبة بتقدير جيد جداً مع مرتبة الشرف وبالتدريب الميداني بدرجة ممتاز من المعهد التجاري بدولة الكويت عام 1977.

## المسيرة الرياضية

### لاعب كرة سلة
- انضم لنادي القادسية الكويتي كلاعب كرة سلة في الموسم الرياضي 1969/1968.
- مثل منتخب الكويت الوطني لكرة السلة في بطولة كأس التلفزيون التي أقيمت في الموسم الرياضي 1972/1971.
- حصل على ميدالية أفضل خمسة لاعبين في بطولة الشباب للدوري الممتاز التي أقيمت عام 1972.
- اعتزل اللعب عام 1977.

### شهادات تدريب في كرة السلة
- شهادة تدريب في الدراسات الدولية التي أقيمت في دولة الكويت خلال الفترة من 1 حتى 15 أبريل 1978.
- شهادة تدريب في الدراسات الدولية التي أقيمت العاصمة الأسبانية مدريد خلال شهر يوليو 1978.
- دراسات تدريب وتحكيم دولية أقيمت في مملكة بلجيكا خلال شهر أغسطس 1978.

### حكم دولي لكرة السلة
- بدأ ممارسة تحكيم لعبة كرة السلة عام 1975.
- حصل على الشارة الدولية في تحكيم لعبة كرة السلة في الدراسات الدولية التي أقيمت في القاهرة بجمهورية مصر العربية في شهر أكتوبر عام 1978.
- محاضر في قانون كرة السلة منذ عام 1979 حتى اعتزال التحكيم عام 2003.
- شارك لعدة مرات اعتباراً من عام 1979 في عضوية لجنة الحكام واللجنة الفنية بالاتحاد ثم رئاسة اللجنة وأمين سر للجنة حتى اعتزال التحكيم عام 2003.

### المشاركة في تحكيم مباريات وبطولات دولية
- البطولة الأسيوية للشباب عام 1977 في الكويت.
- بطولات أندية مجلس التعاون عند انطلاقتها عام 1979.
- بطولة الشرطة العربية عام 1979 في الكويت.
- بطولة الصداقة الدولية التي أقيمت في سنغافورة عام 1979 ومن أهمها إدارة المباراة الختامية بين الفليبين وكوريا الجنوبية.
- البطولة الأسيوية للرجال التي أقيمت في هونغ كونغ عام 1983.
- بطولة الصداقة الدولية الأولى لكرة السلة التي أقيمت في الكويت خلال شهر فبراير 1982 ومن أهمها إدارة المباراة النهائية بين فريقي منتخب الصين ومنتخب يوغسلافيا الثاني.
- بطولة الصداقة الدولية الثانية لكرة السلة التي أقيمت في الكويت خلال شهر فبراير 1983 ومن أهمها إدارة المباراة النهائية بين فريقي منتخب كوبا الأول وفريق جبل لبنان (سريو) البرازيلي.
- المشاركة في تحكيم مباريات بطولة الأندية العربية التي أقيمت في القاهرة عام 1989 والتي مثل فيها أندية الكويت نادي كاظمة الرياضي.

## المناصب الإدارية
- عمل موظفاً في مؤسسة الخطوط الجوية الكويتية من 3 سبتمبر 1977 حتى تاريخ التقاعد في 13 ديسمبر 2012 وكانت آخر وظيفة هي رئيس مكتب التنسيق والمتابعة التابع للإدارة العليا في المؤسسة.
- عضو مجلس إدارة سابق في الشركة الكويتية لخدمات الطيران (كاسكو) من 28 نوفمبر 2007 وحتى 30 يناير 2013 .
- عضو وأمين سر لجنة الخصخصة في الخطوط الجوية الكويتية وحتى تاريخ التقاعد.
- عضو وأمين سر لجنة الرد على الجهات الرقابية في الخطوط الجوية الكويتية منذ أبريل 1998 وحتى تاريخ التقاعد.
- رئيس لجنة اختيار الموظفين الكويتيين بالدائرة المالية بالخطوط الجوية الكويتية للمتقدمين للعمل عن طريق شركة الأنظمة الآلية (كيه مارس) في يونيو 1997 .
- القيام بعمل عدة دورات داخلية بنشاطات قطاع إيرادات الشحن بالخطوط الجوية الكويتية للموظفين حديثي التوظف في يناير 1994 .
- عضو مجلس إدارة الاتحاد الكويتي لكرة السلة من يناير 1985 حتى يناير 1989 منها سنتين أميناً للسر العام للاتحاد.
- عضو مجلس إدارة اللجنة الأولمبية الكويتية عام 1986.
- عضو مجلس إدارة وأمين صندوق نادي القادسية الرياضي المعين خلال الفترة من 14 نوفمبر 2009 حتى 4 أبريل 2010

## مواقع كرة السلة
- الاتحاد الدولي لكرة السلة
- رابطة كرة السلة الأمريكية (باللغة العربية)
- رابطة كرة السة الأمريكية (باللغة الإنجليزية)